# AviSynth
AviSynth（オーヴィーシンス・エイヴィーアイシンス・アーヴィーシンス）はBen Rudiak-Gouldらによって開発された動画編集ソフトウェアである。GNU General Public Licenseで配布されている。

## 概要
AviSynthはフレームサーバとして機能する。入力された映像を展開し、様々なフィルタをかけて加工した映像を他の動画編集ソフトウェアに渡すことができる。標準で多様な画像処理フィルタを備えている。また、ユーザーが開発したプラグインの追加も可能である。なおバージョン2.6系を最後に64bit環境での動作の改善とマルチスレッド化を目的にフォークされたAviSynth+に移行した。